# Fußball-Weltmeisterschaft der Frauen 1991/Qualifikation
Die Qualifikationsspiele für die Fußball-Weltmeisterschaft der Frauen im Jahre 1991 fanden vom 9. September 1989 bis 14. Juli 1991 statt.
49 Verbände hatten sich für die WM gemeldet. Vier afrikanische Mannschaften zogen im Laufe der Qualifikation ihre Teilnahme zurück. Auf allen Kontinenten diente eine Kontinentalmeisterschaft als Qualifikationsturnier.
Mannschaften mit einem roten Stern haben sich für das Endturnier der jeweiligen Kontinentalmeisterschaft qualifiziert. Mannschaften mit zwei roten Sternen haben sich für die Weltmeisterschaft qualifiziert.
Für das Weltmeisterschaftsturnier in China im Jahre 1991 hatten insgesamt 49 Mannschaften gemeldet, darunter
- 18 Teams aus Europa
- 3 Teams aus Südamerika
- 8 Teams aus Nord- und Mittelamerika
- 8 Teams aus Afrika
- 9 Teams aus Asien
- 3 Teams aus Ozeanien

Qualifizierte Mannschaften
| 5 aus Europa                  | Norwegen            | Schweden          | Dänemark | Deutschland | Italien |
| 1 aus Südamerika              | Brasilien           |                   |          |             |         |
| 1 aus Nord- und Mittelamerika | USA                 |                   |          |             |         |
| 1 aus Afrika                  | Nigeria             |                   |          |             |         |
| 2 (+1 GG) aus Asien           | Volksrepublik China | Chinesisch Taipeh | Japan    |             |         |
| 1 aus Ozeanien                | Neuseeland          |                   |          |             |         |

## Europäische Zone / UEFA
Aus Europa meldeten 18 Mannschaften die in zwei Dreier-Gruppen und in drei Vierer-Gruppen eingeteilt wurden. Die Gruppenersten aus den Dreiergruppen sowie die beiden Gruppenbesten jeder Vierergruppe qualifizierten sich fürs Viertelfinale. Die Sieger des Viertelfinals sowie der beste Verlierer qualifizierten sich für die WM 1991. Zudem wurde bei diesem Turnier der Frauenfußball-Europameister 1991 ausgespielt. Die letzten vier Mannschaften spielten in Dänemark den Titel aus.

### Gruppenphase

#### Gruppe 1
| Pl. | Land        | Sp. | S | U | N | Tore    | Diff. | Punkte |
| --- | ----------- | --- | - | - | - | ------- | ----- | ------ |
| 1.  | Niederlande | 4   | 3 | 1 | 0 | 017:000 | +17   | 07:10  |
| 2.  | Irland      | 4   | 2 | 1 | 1 | 006:300 | +3    | 05:30  |
| 3.  | Nordirland  | 4   | 0 | 0 | 4 | 001:210 | −20   | 0:80   |

| 18.11.89 | Niederlande | – | Irland      | 2:0 |
| 09.12.89 | Nordirland  | – | Irland      | 1:2 |
| 17.03.90 | Nordirland  | – | Niederlande | 0:6 |

#### Gruppe 2
| Pl. | Land       | Sp. | S | U | N | Tore    | Diff. | Punkte |
| --- | ---------- | --- | - | - | - | ------- | ----- | ------ |
| 1.  | Schweden   | 4   | 4 | 0 | 0 | 012:200 | +10   | 08:0   |
| 2.  | Frankreich | 4   | 2 | 0 | 2 | 006:700 | −1    | 04:40  |
| 3.  | Polen      | 4   | 0 | 0 | 4 | 002:110 | −9    | 0:80   |

| 15.10.89 | Polen      | – | Frankreich | 1:3 |
| 22.10.89 | Schweden   | – | Polen      | 4:1 |
| 13.05.90 | Frankreich | – | Schweden   | 0:2 |

#### Gruppe 3
| Pl. | Land     | Sp. | S | U | N | Tore    | Diff. | Punkte |
| --- | -------- | --- | - | - | - | ------- | ----- | ------ |
| 1.  | Norwegen | 6   | 5 | 1 | 0 | 012:000 | +12   | 11:10  |
| 2.  | England  | 6   | 2 | 3 | 1 | 004:200 | +2    | 07:50  |
| 3.  | Finnland | 6   | 1 | 2 | 3 | 003:600 | −3    | 04:80  |
| 4.  | Belgien  | 6   | 0 | 2 | 4 | 001:120 | −11   | 02:10  |

| 09.09.89 | Finnland | – | Norwegen | 0:1 |
| 01.10.89 | England  | – | Finnland | 0:0 |
| 16.10.89 | Norwegen | – | Belgien  | 4:0 |
| 17.03.90 | Belgien  | – | England  | 0:3 |
| 07.04.90 | England  | – | Belgien  | 1:0 |
| 12.05.90 | Finnland | – | Belgien  | 3:0 |

#### Gruppe 4
| Pl. | Land             | Sp. | S | U | N | Tore    | Diff. | Punkte |
| --- | ---------------- | --- | - | - | - | ------- | ----- | ------ |
| 1.  | Deutschland      | 6   | 5 | 1 | 0 | 018:100 | +17   | 11:10  |
| 2.  | Ungarn           | 6   | 3 | 1 | 2 | 007:700 | ±0    | 07:50  |
| 3.  | Tschechoslowakei | 6   | 3 | 0 | 3 | 008:100 | −2    | 06:60  |
| 4.  | Bulgarien        | 6   | 0 | 0 | 6 | 003:180 | −15   | 0:12   |

| 01.10.89 | BR Deutschland | – | Ungarn         | 0:0 |
| 14.10.89 | ČSFR           | – | Bulgarien      | 2:0 |
| 28.10.89 | Bulgarien      | – | Ungarn         | 0:3 |
| 22.11.89 | BR Deutschland | – | ČSFR           | 5:0 |
| 11.04.90 | Bulgarien      | – | BR Deutschland | 1:4 |
| 29.04.90 | ČSFR           | – | BR Deutschland | 0:1 |

#### Gruppe 5
| Pl. | Land     | Sp. | S | U | N | Tore    | Diff. | Punkte |
| --- | -------- | --- | - | - | - | ------- | ----- | ------ |
| 1.  | Dänemark | 6   | 5 | 1 | 0 | 018:200 | +16   | 11:10  |
| 2.  | Italien  | 6   | 3 | 2 | 1 | 012:400 | +8    | 08:40  |
| 3.  | Schweiz  | 6   | 1 | 1 | 4 | 003:170 | −14   | 03:90  |
| 4.  | Spanien  | 6   | 0 | 2 | 4 | 003:130 | −10   | 02:10  |

| 14.10.89 | Schweiz | – | Dänemark | 0:4 |
| 04.11.89 | Spanien | – | Schweiz  | 0:0 |
| 25.11.89 | Spanien | – | Dänemark | 1:3 |
| 02.12.89 | Italien | – | Schweiz  | 4:1 |
| 10.02.90 | Italien | – | Spanien  | 3:1 |
| 07.04.90 | Schweiz | – | Italien  | 0:4 |

### Finalrunde

#### Viertelfinale
| Datum             |          | Ergebnis |          | Ort          |
| ----------------- | -------- | -------- | -------- | ------------ |
| 14. November 1990 | Norwegen | 2:1      | Ungarn   | Kristiansand |
| 25. November 1990 | Ungarn   | 0:2      | Norwegen | Budapest     |
| Gesamt:           | Norwegen | 4:1      | Ungarn   |              |

| Datum             |          | Ergebnis  |          | Ort           |
| ----------------- | -------- | --------- | -------- | ------------- |
| 18. November 1990 | Schweden | 1:1       | Italien  | Malmö         |
| 8. Dezember 1990  | Italien  | 0:0       | Schweden | Castellammare |
| Gesamt:           | Schweden | (a)1:1(a) | Italien  |               |

| Datum             |             | Ergebnis  |             | Ort      |
| ----------------- | ----------- | --------- | ----------- | -------- |
| 24. November 1990 | Dänemark    | 0:0       | Niederlande | Vejle    |
| 8. Dezember 1990  | Niederlande | 0:1 n. V. | Dänemark    | Denekamp |
| Gesamt:           | Dänemark    | 1:0       | Niederlande |          |

| Datum             |             | Ergebnis |             | Ort          |
| ----------------- | ----------- | -------- | ----------- | ------------ |
| 25. November 1990 | England     | 1:4      | Deutschland | High Wycombe |
| 16. Dezember 1990 | Deutschland | 2:0      | England     | Bochum       |
| Gesamt:           | England     | 1:6      | Deutschland |              |

beste Viertelfinalverlierer
| Pl. | Land        | Sp. | S | U | N | Tore    | Diff. | Punkte |
| --- | ----------- | --- | - | - | - | ------- | ----- | ------ |
| 1.  | Schweden    | 1   | 0 | 1 | 0 | 001:100 | ±0    | 01:10  |
| 2.  | Niederlande | 1   | 0 | 0 | 1 | 000:100 | −1    | 0:20   |
| 3.  | Ungarn      | 1   | 0 | 0 | 1 | 000:400 | −4    | 0:20   |
| 4.  | England     | 1   | 0 | 0 | 1 | 001:600 | −5    | 0:20   |

## Südamerika / CONMEBOL
Die drei gemeldeten Mannschaften spielten eine einfache Turnierrunde ohne Rückspiel um die Qualifikation zur WM 1991 in China und gleichzeitig um den Titel des Südamerikameisters. Das Turnier wurde in Maringá (Brasilien) ausgetragen.
| Pl. | Land      | Sp. | S | U | N | Tore    | Diff. | Punkte |
| --- | --------- | --- | - | - | - | ------- | ----- | ------ |
| 1.  | Brasilien | 2   | 2 | 0 | 0 | 012:100 | +11   | 04:0   |
| 2.  | Chile     | 2   | 1 | 0 | 1 | 002:600 | −4    | 02:20  |
| 3.  | Venezuela | 2   | 0 | 0 | 2 | 000:700 | −7    | 0:40   |

| 28. April 1991 | Brasilien – Venezuela | 6:0 |
| 1. Mai 1991    | Chile – Venezuela     | 1:0 |
| 5. Mai 1991    | Brasilien – Chile     | 6:1 |

## Nord- und Mittelamerika / CONCACAF
Die sieben gemeldeten Nationalteams spielten ein Turnier in Port-au-Prince, der Hauptstadt Haitis. Zunächst spielten die Teams in zwei Vierergruppen, die beiden Gruppenbesten einer jeden Gruppe qualifizierten sich fürs Halbfinale, wo das Turnier im K.-o.-System weitergeführt wurde. Der Sieger des Turniers war für die WM 1991 qualifiziert, gleichzeitig war es auch die kontinentale Meisterschaft der CONCACAF-Staaten. Da Martinique kein FIFA-Mitglied war, wäre das Team im Falle eines Turniersiegs nicht für die WM startberechtigt gewesen.

### Gruppe A
| Pl. | Land                | Sp. | S | U | N | Tore    | Diff. | Punkte |
| --- | ------------------- | --- | - | - | - | ------- | ----- | ------ |
| 1.  | Vereinigte Staaten  | 3   | 3 | 0 | 0 | 034:000 | +34   | 06     |
| 2.  | Trinidad und Tobago | 3   | 1 | 1 | 1 | 004:120 | −8    | 03     |
| 3.  | Mexiko              | 3   | 0 | 2 | 1 | 009:160 | −7    | 02     |
| 4.  | Martinique          | 3   | 0 | 1 | 2 | 002:210 | −19   | 01     |

| 18. April 1991 | Vereinigte Staaten  | – | Mexiko              | 12:0 |
| 18. April 1991 | Martinique          | – | Trinidad und Tobago | 01:1 |
| 20. April 1991 | Trinidad und Tobago | – | Mexiko              | 03:1 |

### Gruppe B
| Pl. | Land       | Sp. | S | U | N | Tore    | Diff. | Punkte |
| --- | ---------- | --- | - | - | - | ------- | ----- | ------ |
| 1.  | Kanada     | 3   | 3 | 0 | 0 | 017:000 | +17   | 06     |
| 2.  | Haiti      | 3   | 2 | 0 | 1 | 005:200 | +3    | 04     |
| 3.  | Costa Rica | 3   | 1 | 0 | 2 | 002:110 | −9    | 02     |
| 4.  | Jamaika    | 3   | 0 | 0 | 3 | 001:120 | −11   | 0      |

| 16. April 1991 | Kanada  | – | Costa Rica | 6:0 |
| 17. April 1991 | Jamaika | – | Haiti      | 0:1 |
| 19. April 1991 | Kanada  | – | Jamaika    | 9:0 |

### Halbfinale
|                |   |                     |      |
| 24. April 1991 |   |                     |      |
| Kanada         | – | Trinidad und Tobago | 06:0 |
| 25. April 1991 |   |                     |      |
| USA            | – | Haiti               | 10:0 |

### Spiel um Platz drei
|                     |   |       |     |
| 27. April 1991      |   |       |     |
| Trinidad und Tobago | – | Haiti | 3:0 |

### Finale
|                |   |        |     |
| 28. April 1991 |   |        |     |
| USA            | – | Kanada | 5:0 |

## Asiatische Zone/AFC
Das Turnier im japanischen Fukuoka diente gleichzeitig als WM-Qualifikation und Asienmeisterschaft. Es fand vom 26. Mai bis zum 8. Juni 1991 statt. Die ersten drei Nationen qualifizierten sich für die WM 1991.

### Gruppenphase

#### Gruppe A
| Pl. | Land              | Sp. | S | U | N | Tore    | Diff. | Punkte |
| --- | ----------------- | --- | - | - | - | ------- | ----- | ------ |
| 1.  | China             | 3   | 3 | 0 | 0 | 023:100 | +22   | 06:0   |
| 2.  | Chinesisch Taipeh | 3   | 1 | 1 | 1 | 009:300 | +6    | 03:30  |
| 3.  | Thailand          | 3   | 1 | 1 | 1 | 004:100 | −6    | 03:30  |
| 4.  | Südkorea          | 3   | 0 | 0 | 3 | 000:220 | −22   | 0:60   |

| China             | Chinesisch Taipeh | 3:0 |
| Thailand          | Südkorea          | 3:0 |
| Chinesisch Taipeh | Südkorea          | 9:0 |

#### Gruppe B
| Pl. | Land      | Sp. | S | U | N | Tore    | Diff. | Punkte |
| --- | --------- | --- | - | - | - | ------- | ----- | ------ |
| 1.  | Japan     | 4   | 4 | 0 | 0 | 027:100 | +26   | 08:0   |
| 2.  | Nordkorea | 4   | 3 | 0 | 1 | 025:100 | +24   | 06:20  |
| 3.  | Hongkong  | 4   | 1 | 1 | 2 | 003:900 | −6    | 03:50  |
| 4.  | Malaysia  | 4   | 1 | 1 | 2 | 001:240 | −23   | 03:50  |
| 5.  | Singapur  | 4   | 0 | 0 | 4 | 000:210 | −21   | 0:80   |

| Hongkong  | Singapur  | 2:0  |
| Japan     | Nordkorea | 1:0  |
| Japan     | Hongkong  | 4:1  |
| Nordkorea | Malaysia  | 12:0 |
| Nordkorea | Hongkong  | 5:0  |

### Finalrunde

#### Halbfinale
| Datum        |       | Ergebnis              |                   |
| ------------ | ----- | --------------------- | ----------------- |
| 6. Juni 1991 | China | 1:0                   | Nordkorea         |
| 6. Juni 1991 | Japan | 0:0 n. V. (5:4 i. E.) | Chinesisch Taipeh |

#### Spiel um Platz drei
| Datum        |                   | Ergebnis              |           |
| ------------ | ----------------- | --------------------- | --------- |
| 8. Juni 1991 | Chinesisch Taipeh | 0:0 n. V. (5:4 i. E.) | Nordkorea |

#### Finale
| Datum        |       | Ergebnis |       |
| ------------ | ----- | -------- | ----- |
| 8. Juni 1991 | China | 5:0      | Japan |

## Afrikanische Zone/CAF
8 afrikanische Mannschaften ermittelten in drei K.-o.-Runden den Afrikameister und zugleich Vertreter Afrikas bei der Frauen-WM 1991. Mit dem Senegal, Simbabwe, der Republik Kongo und Sambia zogen insgesamt vier der acht Nationen ihre Teilnahme im Laufe des Turniers zurück.

### Viertelfinale
| Datum      |         | Ergebnis |         |
| ---------- | ------- | -------- | ------- |
| 16.02.1991 | Nigeria | 5:1      | Ghana   |
| 03.03.1991 | Ghana   | 1:2      | Nigeria |
| Gesamt:    | Nigeria | 7:2      | Ghana   |

|         | Ergebnis |                            |
| ------- | -------- | -------------------------- |
| Guinea  |          | Senegal verzichtete        |
| Sambia  |          | Simbabwe verzichtete       |
| Kamerun |          | Republik Kongo verzichtete |

### Halbfinale
| Datum      |         | Ergebnis |         |
| ---------- | ------- | -------- | ------- |
| 04.05.1991 | Nigeria | 3:0      | Guinea  |
| 19.05.1991 | Guinea  | 0:4      | Nigeria |
| Gesamt:    | Nigeria | 7:0      | Guinea  |

|         | Ergebnis |                    |
| ------- | -------- | ------------------ |
| Kamerun |          | Sambia verzichtete |

### Finale
| Datum      |         | Ergebnis |         |
| ---------- | ------- | -------- | ------- |
| 15.06.1991 | Nigeria | 2:0      | Kamerun |
| 30.06.1991 | Kamerun | 0:4      | Nigeria |
| Gesamt:    | Nigeria | 6:0      | Kamerun |

## Ozeanische Zone/OFC
Drei ozeanische Mannschaften ermittelten zwischen dem 19. und 25. Mai in einem Turnier in Sydney (Australien) den Ozeanienmeister und zugleich den Vertreter Ozeaniens bei der WM 1991 in China.
| Pl. | Land            | Sp. | S | U | N | Tore    | Diff. | Punkte |
| --- | --------------- | --- | - | - | - | ------- | ----- | ------ |
| 1.  | Neuseeland      | 4   | 3 | 0 | 1 | 028:100 | +27   | 06:20  |
| 2.  | Australien      | 4   | 3 | 0 | 1 | 021:100 | +20   | 06:20  |
| 3.  | Papua-Neuguinea | 4   | 0 | 0 | 4 | 000:470 | −47   | 0:80   |

| 19. Mai 1991 | Neuseeland | – | Papua-Neuguinea | 16:0 |
| 20. Mai 1991 | Neuseeland | – | Australien      | 01:0 |
| 21. Mai 1991 | Australien | – | Papua-Neuguinea | 12:0 |

| 23. Mai 1991 | Neuseeland | – | Papua-Neuguinea | 11:0 |
| 24. Mai 1991 | Neuseeland | – | Australien      | 00:1 |
| 25. Mai 1991 | Australien | – | Papua-Neuguinea | 08:0 |